# Scytodes socialis
Scytodes socialis är en spindelart som beskrevs av Miller 2006. Scytodes socialis ingår i släktet Scytodes och familjen spottspindlar.
Artens utbredningsområde är Madagaskar. Inga underarter finns listade i Catalogue of Life.